# 初戀慢半拍
《初戀慢半拍》是2022年上映的臺灣浪漫愛情劇情片，由陳駿霖執導，柯震東、徐若瑄、于子育、范少勳主演。電影講述29歲母胎單身男性，在遇見性工作者經理人後，初嚐戀愛滋味的故事。本片在2022年4月25日於義大利遠東影展全球首映，6月19日作為台北電影節開幕片，8月26日正式在臺灣上映。本片另入選紐約亞洲影展、多倫多亞洲國際影展等。

## 劇情
小洪（柯震東飾演）生性溫和，和母親美玲（于子育飾演）相依為命，但美玲的過度愛護，使小洪缺乏自信而產生社交障礙。美玲介紹小洪認識同事劉阿姨（林嘉俐飾演）的女兒婷婷（喬雅琳飾演），但約會過程尷尬。
小洪年屆29還是個母胎單身，於是表哥文豪（侯彥西飾演）決定帶小洪來旅館轉大人。旅館副理樂樂（徐若瑄飾演）安排Apple（林筳諭飾演）服務小洪，但小洪落荒而逃，卻對善解人意的樂樂產生好感。小洪一直光顧旅館，點臺Apple卻沒有性交，只為見樂樂一面。樂樂邀小洪一同上酒吧，小洪認真學舞，好與樂樂共舞。
樂樂的兒子王偉傑（范少勳飾演）向不法份子進貨，但樂樂無意投資。王老闆（鄭有傑飾演）發現偉傑賣假酒給他，於是報警，使得偉傑的商品遭警方沒入。由於偉傑付不出款項，大大（姚淳耀飾演）和牛油（巫建和飾演）便找上樂樂催討，甚至將偉傑毆打得全身是傷。
心煩的樂樂從小洪那獲得慰藉，但美玲得知樂樂的真實身份後大發雷霆，便請前警大教授、歌唱班學員老吳（朱陸豪飾演）動用關係，稽查樂樂工作的旅館。樂樂不責怪小洪，卻引發偉傑心理的不平衡。小洪向樂樂表白，但樂樂聲稱自己是不甘寂寞，並決定斬斷這段緣分。
小洪怒斥母親過度干涉他的人生，美玲也為此受煎熬。樂樂決定替偉傑還債，並嘗試修補親子關係。樂樂搬家和偉傑同住，並轉職飯店前台人員。小洪經歷情傷後，開始主動和水族館顧客（黑嘉嘉飾演）搭話。

## 卡司

### 主演
- 柯震東 飾演 小洪：29歲處男，水族館員工。
- 徐若瑄 飾演 徐樂芸（樂樂）：旅館副理。
- 于子育 飾演 美玲：小洪的母親。
- 范少勳 飾演 王偉傑：樂樂的兒子。

### 演出
- 朱陸豪 飾演 老吳：前警大教授，美玲合唱社團的成員。
- 姚黛瑋 飾演 美秀：鋼琴酒吧老闆娘。
- 侯彥西 飾演 文豪：小洪的表哥，水族館員工。
- 黑嘉嘉 飾演 水族館女孩
- 關詩敏 飾演 Kiki：酒類專賣店員工。
- 林筳諭 飾演 Apple：旅館小姐。
- 林嘉俐 飾演 劉阿姨：美玲的同事。
- 喬雅琳 飾演 婷婷：劉阿姨的女兒。

### 友情演出
- 姚淳耀 飾演 大大
- 巫建和 飾演 牛油
- 黃信堯 飾演 在酒吧邀請樂樂跳舞的男子
- 鄭有傑 飾演 王老闆

## 製作
陳駿霖與妻子于瑋珊至大韓民國旅遊期間，經過一間情色旅館時獲得靈感，便開始構思一名男孩到旅館找小姐，卻愛上有兒子的熟女的故事。除了描繪姊弟戀的情節外，本片也試圖刻畫兩對形成對比的母子：一對是關係疏離的母子，另一對則是母親過度掌控兒子。陳駿霖和于瑋珊在撰寫劇本前，進行了田野調查，他們透過朋友轉述朋友母親的經歷，塑造女主角的職業，並捨棄寫實、黑暗的氛圍，以詼諧的方式呈現。男主角的職業一開始就設定為水族館員工，陳駿霖認為這工作很適合小洪害羞的個性，同時也透過魚缸裡的魚，象徵小洪被母親過度保護。
由於陳駿霖自幼在美國成長，為了貼近臺灣人，對白經過于瑋珊的修飾。于瑋珊擅長處理感情戲，陳駿霖則偏好描繪奇幻、尷尬的幽默等，因此寫本沒有明確分工，會互相修改。陳駿霖認為拍攝本片的最大挑戰，是要從一開始可愛荒謬的氛圍，慢慢轉為描繪感傷的愛情成長故事。
在大綱完成後，監製李耀華便加入共同討論、開發電影。徐若瑄原本受李耀華之邀共同擔任監製，但考量照料兒子以及疫情等緣故而婉拒，並轉以威威巖娛樂製作的名義投資，擔任出品人。本片預算約3000萬新臺幣，其中包含文化部影視及流行音樂產業局補助的900萬元國片輔導金，以及台灣大哥大、台北真好電影、良人行影業、得利影視、聚星文創娛樂、喜滿客京華影城等公司的投資。

### 選角與詮釋
柯震東的形象和角色有所落差，但陳駿霖認為柯震東的個性單純，能夠處理好角色。在詮釋角色時，柯震東自己設計了一些缺乏自信的小動作，比如海報上抓衣角的行為等。陳駿霖和李耀華觀賞《孤味》後，認為徐若瑄的外型和表演別有韻味，于子育則有直覺性的演出能量、情緒轉換自然，因此邀請她倆加入演出陣容。劇組另外向徐若瑄介紹了一名鋼琴酒吧老闆娘，作為揣摩角色的參考。
選角導演覺得黃信堯導演有喜感，因此提議由他扮演在酒吧向女主角邀舞的色狼，而黃信堯也特地為戲練舞。陳駿霖邀請認識多年的鄭有傑扮演酒類專賣店老闆，鄭有傑在台詞方面做了即興發揮，展現出老闆的氣勢。姚淳耀是陳駿霖的首部長片《一頁台北》的男主角，此次客串飾演混混，造型指導施筱柔為他設計了雷鬼頭的造型。

## 獎項
時任台北電影節總監的李亞梅透露，徐若瑄是第24屆臺北電影獎最佳女主角入圍名單的遺珠之一。本片於2022年8月通過第59屆金馬獎初選，但最終未獲任一項提名。時任金馬影展執行委員會執行長的聞天祥透露，在最佳女配角方面，評審有注意到于子育的表演。
| 頒獎典禮   | 日期          | 獎項       | 入圍者         | 結果 | 參            |
| ---------- | ------------- | ---------- | -------------- | ---- | ------------- |
| 遠東影展   | 2022年4月30日 | 競賽單元   | 《初戀慢半拍》 | 提名 | [ 15 ] [ 16 ] |
| 臺北電影獎 | 2022年7月9日  | 最佳女配角 | 于子育         | 提名 | [ 17 ]        |

## 外部連結
- 台灣電影網上《初戀慢半拍》的資料（繁體中文）
- 開眼電影網上《初戀慢半拍》的資料（繁體中文）
- Yahoo奇摩電影上《初戀慢半拍》的資料（繁體中文）
- 互联网电影数据库（IMDb）上《初戀慢半拍》的资料（英文）